# Tomomyza nitidula
Tomomyza nitidula är en tvåvingeart som beskrevs av Hesse 1956. Tomomyza nitidula ingår i släktet Tomomyza och familjen svävflugor. Inga underarter finns listade i Catalogue of Life.